# Stazione di Recklinghausen Centrale
La stazione di Recklinghausen Centrale (in tedesco Recklinghausen Hbf) è la principale stazione ferroviaria della città tedesca di Recklinghausen.

## Storia
Il fabbricato viaggiatori, in stile moderno, venne ultimato nel 1962.

## Movimento

### Trasporto regionale e S-Bahn
La stazione è servita dalle linee RegioExpress RE 2 e RE 42 e dalla linea S 2 della S-Bahn.

### Esplicative
1. ↑  Abbreviazione di Recklinghausen Hauptbahnhof, letteralmente "Recklinghausen stazione principale".

### Bibliografiche
1. ↑  (DE) Martin Schack, Neue Bahnhöfe. Empfangsgebäude der Deutschen Bundesbahn 1948–1973, Berlino, Verlag B. Neddermeyer, 2004,  p. 144, ISBN 3-933254-49-3.
2. ↑   Schnellverkehrsplan VRR (PDF), su vrr.de. URL consultato il 4 maggio 2019 (archiviato dall'url originale il 15 dicembre 2017).